# 보노네스 1세

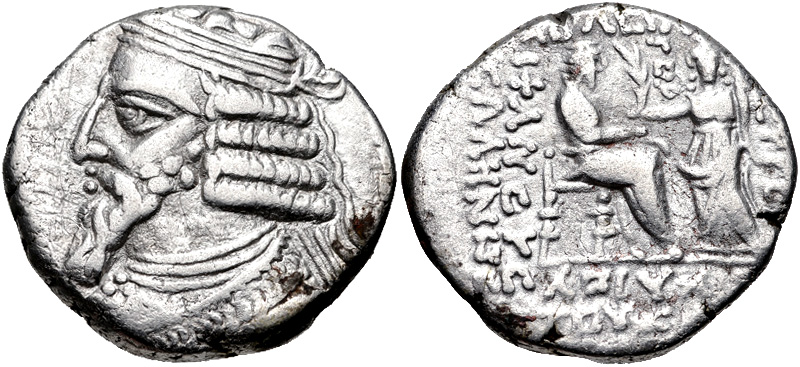

파르티아의 보노네스 1세(그의 주화에는ΟΝΩΝΗΣ, ? ~ 19년) 서기 8년에서 12년까지 파르티아 제국을 다스렸다. 그는 프라아테스 4세의 장남으로 기원전 20년대에 그의 아버지와 아우구스투스가 맺은 협약을 확실히하기 위해 로마의 인질로 보내어졌다.
서기 6년 오로데스 3세의 암살후 파르티아인은 새왕으로 아르사케스가에서 아우구스투스에게로 지원하였다.
아우구스투스는 그들을 보노네스 1세에게로 보냈지만 그는 왕의 자리를 유지할 수 없었다. 그는 로마인처럼 교육되었고 파르티아 귀족에 의해 로마의 노예라는 멸시를 받았다.
아르사케스 가의 다른 구성원인 아르타바누스 2세(제위 10~38)는 파르티아 동부인 다한 유목민중에 생활하였고 왕조로 초대되었으며 내전에서 그는 보노네스 1세를 패배시키고 추방하였다.
보노네스 1세의 주화는 8년에서 12년까지 있으며 경쟁자에 대한 그의 순간적인 승리를 기록한 아르타바누스의 정복자 보노네스 왕이라고 적혀 있다.
아르타바누스의 주화들은 10년에 시작한다. 약 서기 12년에 보노네스 1세는 아르메니아로 달아나서 그곳의 왕이되었다. 그러나 아르타바누스 2세는 그의 파면을 요구하였고 아우구스투스가 파르티아인들과의 전쟁을 원하지 않았기 때문에 그는 보노네서 1세를 시리아로 다시 옮겼는데 그곳에서 그는 비록 왕같은 방식이지만 구금되어 있었다.
그 후 그는 시칠리아로 보내졌고 서기 19년 그가 탈출을 시도할 때, 수비병에 의해 살해되었다.
| 전임 오로데스 3세 | 제20대 파르티아 왕 8년 - 12년 | 후임 아르타바누스 2세 |